# Cristina Gallach
Cristina Gallach Figueres (San Quirico de Besora, Barcelona, 1 de abril de 1960) es una periodista española. Entre marzo de 2022 y febrero de 2024 ha sido la comisionada especial para la Alianza por la Nueva Economía de la Lengua del Gobierno de España.
Anteriormente, ha ejercido como secretaria de Estado de Asuntos Exteriores y para Iberoamérica y el Caribe entre 2020 y 2021 así como alta comisionada para la Agenda 2030 del Gobierno de España entre 2018 y 2020, encargada de coordinar la implementación de los Objetivos de Desarrollo Sostenible de la ONU en España.
Fue corresponsal de la Agencia EFE en Moscú y en Bruselas y durante más de una década la voz de Javier Solana ante periodistas de todo el mundo, primero cuando era secretario general de la OTAN y después como alto representante de Política Exterior y Seguridad de la Unión Europea, hasta finales de 2009. De diciembre de 2014 a agosto de 2017 fue secretaria general adjunta de las Naciones Unidas para Comunicación e Información Pública.

## Formación
Se licenció en Periodismo por la Facultad de Ciencias de la Información de la Universidad Autónoma de Barcelona en 1982. Había estudiado anteriormente el primer ciclo de Filología Anglo-Germánica en la misma universidad (1978-1981). En 1984 obtuvo una beca Fulbright para cursar un máster de política internacional con la especialización en Diplomacia, Seguridad y Defensa en la Universidad de Columbia de Nueva York.

## Trayectoria profesional
Inició su carrera profesional en 1977 en el periódico regional El 9 Nou del que fue cofundadora, redactora y directora adjunta. De septiembre de 1982 a febrero de 1983 trabajó como reportera de la sección política del diario El Noticiero Universal de Barcelona. En marzo de 1983 se incorpora a los servicios informativos de TVE en Cataluña hasta agosto de 1984 cuando se desplaza a Estados Unidos al ganar una beca Fulbright para realizar los estudios de postgrado en la Universidad de Columbia. Desde Estados Unidos colaboró como freelance con Avui, Catalunya Ràdio y el semanario El Món.
De 1986 a 1990, trabajó como redactora de El Periódico de Cataluña, para el que cubrió como enviada especial diversos acontecimientos internacionales, especialmente en Europa Central y del Este. Entre ellos estuvieron los últimos días de Ceausescu en Rumanía y la caída del Muro de Berlín (1989-1990). En abril de 1990 fue nombrada corresponsal en Moscú de la Agencia EFE, un periodo que incluyó el final de la perestroika, la disolución de la Unión Soviética y el golpe de Estado de 1991. En octubre de 1992 se trasladó a Bruselas, donde ocupó la corresponsalía europea de la Agencia EFE hasta abril de 1996.
En mayo de 1996 empezó a trabajar con Javier Solana en la OTAN, como asesora de Comunicación y portavoz adjunta del secretario general de la OTAN, hasta octubre de 1999. Fue un periodo especialmente intenso, que incluyó la posguerra y el despliegue de la OTAN en Bosnia, la guerra de Kosovo, la ampliación de la Alianza Atlántica y el establecimiento de relaciones con Rusia. En el Consejo de la Unión Europea, de octubre de 1999 a noviembre de 2009, fue jefa de división, portavoz y directora de Comunicación del Alto representante de la Unión Europea para Asuntos Exteriores y Política de Seguridad (PESC).
De enero de 2010 a junio de 2010, Gallach fue portavoz del Gobierno Español para la Presidencia del Consejo de la Unión Europea y responsable de la coordinación informativa y la divulgación de las actividades de la Presidencia Española en Bruselas. En julio de 2010 se incorporó a la Dirección de Información y Comunicación del Consejo de la Unión Europea. 
El 4 de diciembre de 2014 fue nombrada responsable de Comunicación de la ONU por el secretario general Ban Ki-Moon responsable de comunicación de la organización sustituyendo al austríaco Peter Launsky-Tieffenthal hasta agosto de 2017, cuando fue sustituida por la periodista británica Alison Smale.
Gallach es miembro de la red internacional Women in International Security (WiiS) (Mujeres en la Seguridad Internacional) una red creada para promover a las mujeres en los ámbitos de seguridad y defensa y garantizar que la perspectiva de género se mantenga en la agenda política de la UE, la OTAN y sus Estados miembros. Gallach colabora con varias universidades y ha sido profesora del máster en Comunicación Política y Corporativa de la Universidad de Navarra.

### Alta comisionada para la Agenda 2030

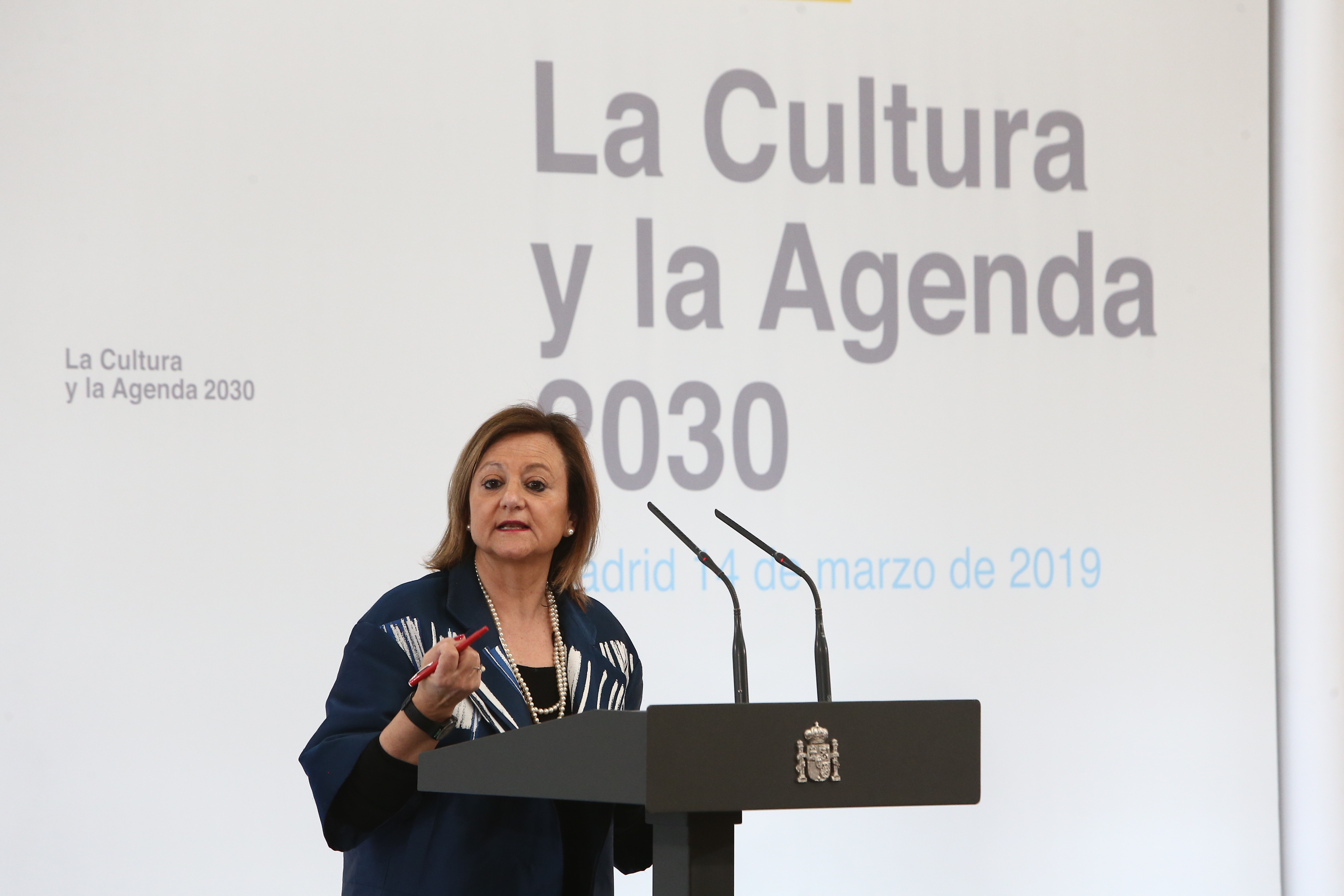
La alta comisionada Gallach durante un discurso en el acto «La Cultura y la Agenda 2030» en marzo de 2019.

En julio de 2018, Cristina Gallach fue nombrada alta comisionada para la Agenda 2030 por el Consejo de Ministros presidido por Pedro Sánchez. El alto comisionado, dependiente directamente de la presidencia del Gobierno, era un órgano unipersonal encargado de la coordinación de las actuaciones para el cumplimiento de los Objetivos de Desarrollo Sostenible (ODS) de las Naciones Unidas, la agenda internacional y universal para lograr un mundo más justo y sostenible en 2030.
Cesó en enero de 2020, al suprimirse el Alto Comisionado por crearse la Secretaría de Estado para la Agenda 2030.

### Secretaria de Estado de Asuntos Exteriores
El 5 de febrero de 2020, se hizo oficial su nombramiento como secretaria de Estado de Asuntos Exteriores y para Iberoamérica y el Caribe, sustituyendo a Fernando Martín Valenzuela. Tomó posesión del cargo el 7 de febrero. Cesó en el cargo el 21 de julio de 2021.

### Comisionada especial
En marzo de 2022, la vicepresidenta primera y ministra de Asuntos Económicos y Transformación Digital, Nadia Calviño, la escogió para liderar el PERTE de Nueva Economía de la Lengua, un proyecto público-privado financiado con fondos europeos del Plan de Recuperación, Transformación y Resiliencia relativo al uso del español y de otras lenguas españolas en el ámbito de la inteligencia artificial. Cesó el 14 de febrero de 2024.

## Premios y reconocimientos
- 2009: El diario Financial Times la eligió como una de las treinta personas más influyentes de las Instituciones Europeas.[14]
- 2010: Distinción por el Instituto Europeo de la Igualdad de Género (EIGE) como una de las 12 "mujeres que inspiran Europa".
- 2010: Premio Ernest Udina, concedido por la Asociación de Periodistas Europeos de Cataluña (APEC), por los esfuerzos en la promoción de Europa en los medios de comunicación.[15]
- 2010: Premio ADICEC, concedido por la Asociación de Diplomados en Ciencias Económicas de Cataluña, por la divulgación de las actividades de la UE.
- 2011: Premio Javier Bueno por la Asociación de la Prensa de Madrid, concedido por el compromiso profesional
- 2019: Premio Equipara de El Periódico de Cataluña.[16]
- 2022: Doctora Honoris Causa por la UAB